# Daghveg
Daghveg este o comună din departamentul Barkewol, Regiunea Assaba, Mauritania, cu o populație de 7.057 locuitori.